# Hervé Renard
Hervé Jean-Marie Roger Renard (* 30. September 1968 in Aix-les-Bains) ist ein ehemaliger französischer Fußballspieler und aktueller -trainer. Von Ende März 2023 bis Anfang August 2024 war er Trainer der französischen Frauennationalelf. Er ist gegenwärtig erneut Trainer der Saudi-arabischen Fußballnationalmannschaft.

## Spielerkarriere
Renard spielte von 1983 bis 1991 zumeist für das Reserveteam der AS Cannes und anschließend bis 1998 bei den Amateurklubs Stade Vallauris und SC Draguignan als Abwehrspieler.

## Trainerkarriere
Renard begann im Anschluss an seine Spielerkarriere als Trainer bei der Mannschaft von SC Draguignan, die er von 1999 bis 2001 betreute. Von 2002 bis 2003 war er unter Claude Le Roy Assistenztrainer beim chinesischen Klub Shanghai COSCO Huili und auch beim nachfolgenden Engagement Le Roys – beim englischen Klub Cambridge United – blieb er Assistent seines Landsmanns. Zur Saison 2004/05 verließ Le Roy Cambridge und Renard wurde neuer Cheftrainer des englischen Viertligisten. Bereits im Dezember wurde Renard nach einer schwachen Hinserie mit nur vier Siegen aus 25 Pflichtspielen entlassen.
Er kehrte nach Frankreich zurück und trainierte von 2005 bis 2007 den Drittligisten AS Cherbourg. Im August 2007 wurde er von Le Roy zum Assistenztrainer der ghanaischen Nationalmannschaft berufen. Nach dem Afrika-Cup 2008 verließ der Trainerstab um Le Roy Ghana und Renard wurde vom sambischen Fußballverband als Nachfolger von Patrick Phiri als Trainer der sambischen Nationalelf vorgestellt. Bei der Afrikameisterschaft 2010 erreichte er mit Sambia das Viertelfinale, in dem die Mannschaft nach Elfmeterschießen gegen Nigeria ausschied. Für Sambia war es das erste Mal seit 1996, dass die Gruppenphase des Kontinentalturniers überstanden wurde. Im Anschluss verzichtete Renard auf eine Verlängerung seines auslaufenden Vertrags und wurde neuer Trainer der angolanischen Nationalelf. Sein dortiges Engagement endete bereits im Oktober 2010 und Renard übernahm anschließend 2011 den algerischen Erstligisten USM Algier.
Im Oktober 2011 übernahm Renard erneut den Posten des Nationaltrainers von Sambia, nachdem sein Nachfolger Dario Bonetti nach der erfolgreichen Qualifikation zur Afrikameisterschaft 2012 entlassen worden war. Bei dem Turnier führte Renard die Mannschaft zum Titel. Aufgrund dieser Leistung wurde Renard zu Afrikas Trainer des Jahres 2012 gewählt.
Im Oktober 2013 nahm Renard das Angebot des abstiegsbedrohten französischen Erstligisten FC Sochaux für einen zunächst bis Saisonende befristeten Vertrag an. Nach dem Abstieg aus der Ligue 1 verließ er den Klub im Mai 2014.
Am 31. Juli 2014 verkündete der ivorische Fußballverband, dass er als neuer Nationaltrainer der Elfenbeinküste verpflichtet wurde und Renard gewann mit ihr am 8. Februar 2015 den Afrika-Cup. Er ist damit der erste Trainer, der mit zwei verschiedenen Nationalmannschaften den Afrika-Cup holte und der erste ausländische Trainer, der mit der Ivorischen Nationalmannschaft den Titel gewonnen hat. Trotz dieses Erfolges löste er seinen dortigen Vertrag im Mai 2015 vorzeitig auf und unterschrieb für drei Jahre beim französischen Erstligisten OSC Lille. Am 11. November 2015 wurde er jedoch vom Verein freigestellt. Sein Nachfolger beim OSC Lille wurde Frédéric Antonetti.
Am 16. Februar 2016 wurde er Nachfolger von Badou Zaki als Trainer von Marokko.
Nach der Afrikameisterschaft im Jahr 2019 gab er seinen Rücktritt als Trainer der marokkanischen Nationalmannschaft bekannt, Marokko war zuvor überraschend im Achtelfinale am Außenseiter Benin gescheitert.
Seit Juli 2019 war Renard Trainer der Saudi-arabischen Fußballnationalmannschaft. Er führte das Team erfolgreich durch die Qualifikation zur WM 2022 im benachbarten Katar. Dort gewann Saudi-Arabien im Auftaktspiel gegen die favorisierten Argentinier durch Treffer von Saleh al-Shehri und Salem al-Dawsari nach Halbzeitrückstand mit 2:1. Ende März 2023 löste er seinen Vertrag dort einvernehmlich auf, um als Nachfolger von Corinne Diacre die französischen Frauen zu betreuen. Die Vertragslaufzeit schließt die Weltmeisterschaft 2023 und das olympische Frauenturnier 2024 ein. Nach dem 0:1-Viertelfinal-Aus bei Olympia gegen die Brasilianerinnen trat er von seinem Posten zurück. Ende Oktober 2024 kehrte als Nachfolger von Roberto Mancini nach Saudi-Arabien zurück.

## Erfolge als Trainer
- Gewinner des Afrika-Cups: 2012 (mit Sambia), 2015 (mit der Elfenbeinküste)
- CAF-Auszeichnung als Afrikas Trainer des Jahres:[14] 2012, 2015, 2018